# Вінсент і Тео
«Вінсент і Тео» (фр. Vincent & Theo) — біографічна драма Роберта Олтмена 1990 року, що оповідає про взаємини між Вінсентом Ван Гогом і його братом Тео.

## Синопсис
У фільмі особлива увага приділяється взаємовідносинам видатного голландського живописця, Вінсента ван Гога (Тім Рот) з його рідним братом Теодором (Тео) (Пол Ріс), який протягом усього життя допомагав йому і всіляко підтримував. Сюжет простежує нелегку дружбу з Гогеном, наростаючу психічну нестабільність, постійні нестатки і проблеми Тео з його художньою галереєю, його турботні залицяння та шлюб з Джо Бонжер (Йоганна Тер Стееґе).

## В ролях
| Актор(ка)          |   | Роль                 |
| ------------------ | - | -------------------- |
| Тім Рот            | … | Вінсент ван Гог      |
| Пол Ріс            | … | Теодор «Тео» Ван Гог |
| Едріан Брайн       | … | «дядя Цент»          |
| Жан-Франсуа Пер'є  | … | Леон Буссо           |
| Ів Данжерфільд     | … | Рене́ Валадон         |
| Ода Спелбос        | … | Іда                  |
| Ганс Кестінг       | … | Андрі Бонжер         |
| Петер Тейнман      | … | Антон Мове           |
| Іп Вейнгарден      | … | Марія «Сін» Хоорнік  |
| Жан-Деніз Монро    | … | Еміль Бернар         |
| Анн Канова         | … | Марі                 |
| Владимир Йорданов  | … | Поль Гоген           |
| Йоганна Тер Стееґе | … | Джо Бонжер           |
| Жан-П'єр Кассель   | … | доктор Пол Гаше      |